# Joséphine de Malines

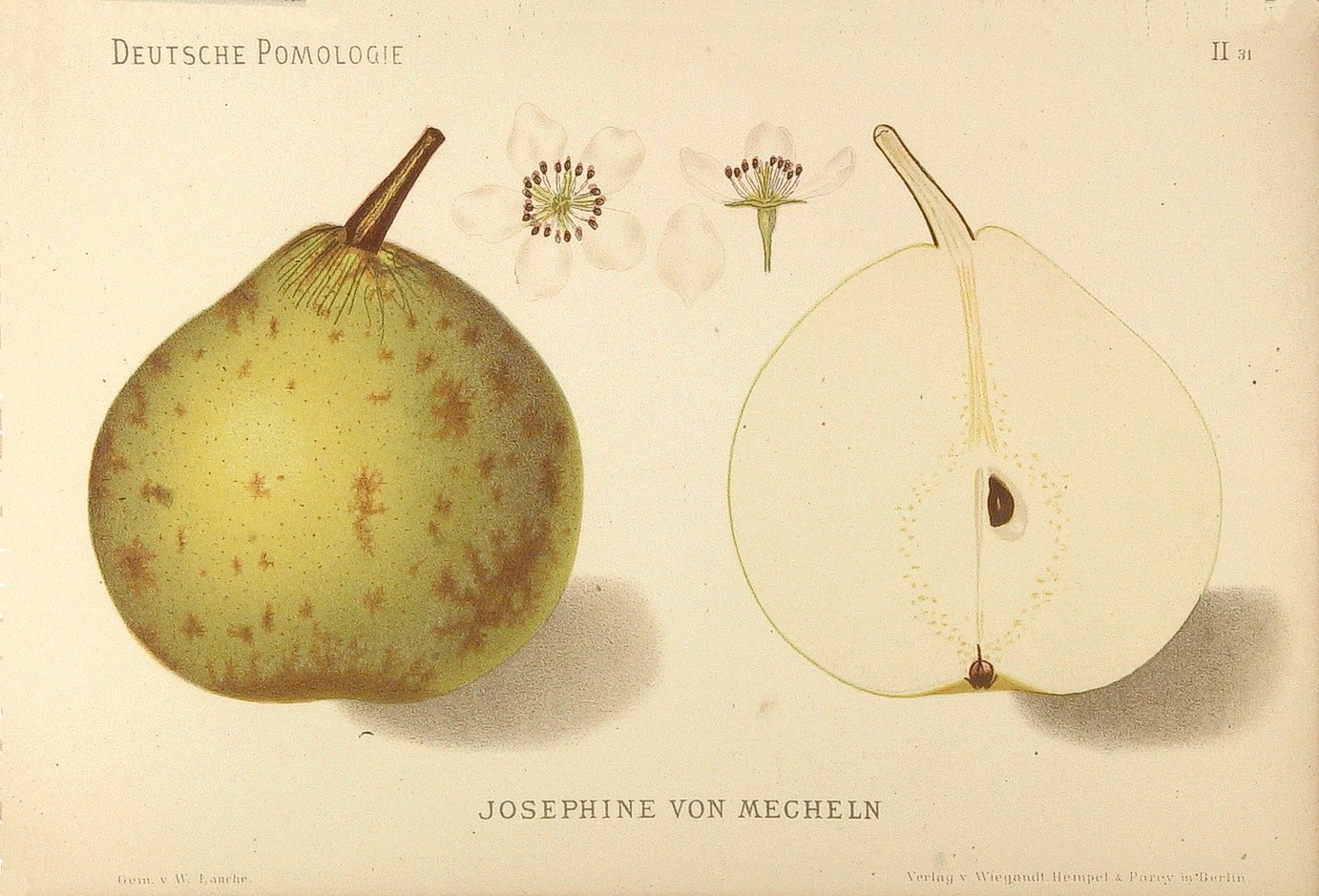
Deutsche Pomologie - Birnen - 031

De Joséphine de Malines, ook: Josephine van Mechelen, is een oud tafelperenras dat in de winter kan worden geoogst en goed houdbaar is.

## Kenmerken
De Joséphine de Malines werd in 1830 gekweekt door majoor Pierre-Joseph d’Esperen (1780-1847) uit Mechelen (Malines) en draagt de naam van zijn vrouw Joséphine Baur. De majoor diende in het leger van Napoleon. Hij zaaide allerlei zaden van fruitbomen in zijn tuin, die soms bijzondere soorten voortbrachten, zoals deze kleine smakelijke peer.
De kleine boom groeit langzaam en wordt tot 5 m hoog. De gesteltakken staan schuin en de vruchtdragende twijgen en takken hangen omlaag, de boom vormt zo een brede lage kroon. De takken zijn broos en breken gemakkelijk. De paars-witte bloesem verschijnt half april en de boom bloeit lang door tot eind mei. De eerste vijf jaar is de opbrengst nog gering.
Het ras is niet zelfbestuivend; bestuivers zijn o.a. Bonne Louise d'Avranches, William Bon Chrétien en Comtesse de Paris. De vrucht is klein, tolvormig en meestal niet symmetrisch, de schil is vrij glad, geelgroen met grijze en heldere stippen, rond de steel lichtbruin, soms aan de zonzijde rood. De vruchten rijpen vanaf november en zijn lang houdbaar. Omdat het voor de smaak niet uitmaakt behoeven de peren niet volledig aan de boom te rijpen; ze rijpen goed na. 
Het is een handpeer met lichtroze gekleurd vruchtvlees, zacht, sappig met een uitstekend aroma. De peer werd in de 19e eeuw omschreven als de beste winterpeer.